# Distretto di Jhang
Il distretto di Jhang (in urdu: ضلع جھنگ) è un distretto del Punjab, in Pakistan, che ha come capoluogo Jhang. Nel 1998 possedeva una popolazione di 2.834.545 abitanti.